# Cmentarz żydowski w Wąbrzeźnie
Cmentarz żydowski w Wąbrzeźnie – kirkut znajduje się przy ul. Macieja Rataja. Został założony zapewne w latach dwudziestych dziewiętnastego stulecia. W 1939 roku uległ dewastacji. Do końca lat 50. XX wieku można było jeszcze znaleźć szczątki macew. Obecnie nie ma po nich śladu.